# Khalid J. Baig
Khalid Javed Baig (* 1. April 1956 im Sargodha District, Punjab; † 11. November 2006 in Islamabad) war ein pakistanischer Herpetologe und Naturschützer.

## Leben und Wirken
Nach der Absolvierung der öffentlichen Schulen studierte Baig Biologie und Chemie an der University of the Punjab in Lahore, wo er 1976 zum Bachelor of Science graduierte. Nach dem Abschluss von zwei Masterstudiengängen an der Quaid-e-Azam-Universität in Islamabad in den Jahren 1979 und 1983 begann er als wissenschaftlicher Mitarbeiter am Pakistan Museum of Natural History, wo er zunächst zum Kurator der herpetologischen Abteilung ernannt wurde und schließlich die Leitung der zoologischen Abteilung übernahm. 
1990 erhielt er über den Deutschen Akademischen Austauschdienst ein Stipendium für die Rheinische Friedrich-Wilhelms-Universität Bonn. Damit forschte er bis März 1992 an der herpetologischen Abteilung des Museums Koenig. 1992 wurde er unter der Leitung von Professor Wolfgang Böhme mit der Dissertation Systematic studies of the Stellio-group of Agama (Sauria: Agamidae). zum Dr. phil. promoviert. Zwischen 1989 und 1996 studierte Baig herpetologische Museumssammlungen und besuchte Lehrgänge in Herpetologie an Universitäten in Deutschland und in den Vereinigten Staaten.
Am 11. November 2006 kamen Baig, seine Frau und zwei weitere Mitglieder seiner Familie bei einem Autounfall ums Leben.
Baig beschrieb die vier Echsen- und Gecko-Arten Laudakia pakistanica (BAIG, 1989), Altiphylax baturensis (KHAN & BAIG, 1992), Cyrtopodion rhodocauda (BAIG, 1998) und Eremias cholistanica (BAIG & MASROOR, 2006).

## Dedikationsnamen
2008 benannte der pakistanische Herpetologe Rafaqat Masroor die Bogenfingergeckoart Cyrtodactylus baigii zu Ehren von Baig.